# Jungle Fight 40
Jungle Fight 40 é um evento de MMA, ocorrido dia 15 de Junho de 2012 no Ginásio Avertino Ramos em Macapá, Amapá.

O evento teve duas lutas internacionais entre elas, o evento principal que ocorreu entre Diego Akita e Adson Preguiça.